# Henrique Linhares de Lima
Henrique Linhares de Lima GCC • ComA • MCC (São Roque do Pico, São Roque do Pico, 24 de Outubro de 1876 – São João do Estoril, Estoril, Cascais, 13 de Fevereiro de 1953) foi um político e militar português.

## Carreira política
Foi responsável pelo ministério da Agricultura entre 8 de Julho de 1929 e 5 de Julho de 1932; das Colónias, interinamente, entre 23 de Abril e 5 de Julho de 1932 e do Interior de 23 de Outubro de 1934 a 18 de Janeiro de 1936. Neste período foi responsável pela implementação da "Campanha do Trigo", uma política agrícola com elevados impactes no solo com o objetivo da auto-suficiência em cereais, onde teve como chefe de gabinete ao agrónomo António Pereira de Sousa da Câmara. Enquanto ministro do Interior, Linhares de Lima ocupou-se dos assuntos concernentes com a assistência pública em Portugal, contando com o aconselhamento de anteriores ministros, como Eurico Cameira. Tal é comprovado por missiva recebida por Linhares de Lima, em 1935, intitulada Esboço das Ideias-Mestras de Sidónio sobre Assistência Pública (adaptadas ao momento actual). 
Entre 18 de Fevereiro de 1933 e 31 de Dezembro de 1934, exerce o cargo de Presidente da Câmara Municipal de Lisboa. Foi Deputado da Assembleia Nacional.
Foi Presidente da Sociedade Histórica da Independência de Portugal, no período de 1 de Junho de 1935 até à data da sua morte
O seu nome foi dado à Rua Coronel Linhares de Lima em Monte Real, Leiria, Leiria, e à Alameda Coronel Linhares de Lima em Colares, Sintra.

## Carreira militar
No campo militar, licenciou-se em Administração Militar na Escola do Exército, em 1899. Durante a Grande Guerra, foi chefe de subsistências do Corpo Expedicionário Português, em 1917, pelo que foi agraciado com a Medalha Comemorativa da Campanha França, 1917-1918 e com a Medalha da Vitória. A 28 de Junho de 1919, no posto de Tenente-Coronel, foi feito Comendador da Ordem Militar de São Bento de Avis. Esteve em vários cargos de direcção, dos quais se destacam o de Director da Manutenção Militar, entre 1923 e 1929. A 31 de Dezembro de 1930, ainda no posto de Tenente-Coronel, foi agraciado com a Grã-Cruz da Ordem Militar de Nosso Senhor Jesus Cristo e a 4 de Maio de 1931 com a Grã-Cruz da Ordem da Polónia Restituta da Polónia. Foi Comandante das Oficinas Gerais de Fardamento e Equipamento entre 1936 e 1938. Atingiu o posto de Coronel.